# Tino Livramento
Valentino Francisco „Tino“ Livramento (* 12. November 2002 in London) ist ein englischer Fußballspieler. Der Verteidiger steht aktuell bei Newcastle United unter Vertrag.

## Karriere

### Im Verein
Livramento wurde in Croydon, einem Stadtbezirk im Süden Londons, geboren. Dort begann er schon in jungen Jahren beim lokalen Fußballclub in Roundshaw mit dem Fußballspielen, ehe er in die U-9 des FC Chelseas wechselte. Dort durchlief er alle weiteren Jugendmannschaften. So kam er für Nachwuchsmannschaften des FC Chelseas unter anderem in der U-18-Premier-League, der UEFA Youth League sowie der Premier League 2 zum Einsatz. Sein Debüt für die in der Premier League 2 spielende U-23 des FC Chelsea gab er am 23. November 2019 beim 1:1 gegen die U-23 der Wolverhampton Wanderers im Alter von gerade einmal 17 Jahren. Dabei erzielte er das einzige Tor des FC Chelseas. In der Saison 2020/21 war er Stammspieler der U-23. Im Mai 2021 wurde er von Trainer Thomas Tuchel auch erstmals in den Kader der ersten Mannschaft von Chelsea in der Premier League berufen, kam jedoch zu keinem Einsatz. Nach der Saison wurde er zu Chelseas Akademiespieler des Jahres gewählt.
Im Juli 2021 gab es Gespräche zwischen dem FC Chelsea und Livramento über eine Vertragsverlängerung, die allerdings zu keinem Ergebnis führten. Daraufhin wechselte Livramento im August 2021 zum Ligakonkurrenten FC Southampton, bei dem er einen Vertrag bis 2026 unterschrieb. Unter Trainer Ralph Hasenhüttl kam er zu Beginn der Saison 2021/22 direkt in der Premier League zum Einsatz und wurde auf Anhieb Stammspieler als Rechtsverteidiger. So gab er sein Debüt am 14. August 2021 bei der 1:3-Niederlage gegen den FC Everton, bei der er in der Startformation stand und über die komplette Spielzeit spielte. Auch in der folgenden Woche beim 1:1-Unentschieden gegen Manchester United stand er in der Startformation. Beim 2:2-Unentschieden gegen den FC Burnley am 23. Oktober 2022 konnte er sein erstes Tor in der Premier League erzielen. Im Januar verpasste er mehrere Spiele aufgrund von Knieproblemen, ehe er im Februar sein Comeback gab. Am 19. Februar 2022 konnte er beim 2:0-Sieg gegen den FC Everton seine erste Torvorlage zum 2:0-Entstand durch Shane Long beisteuern. Im April 2022 zog sich Livramento einen Kreuzbandriss zu, weswegen er die komplette restliche Saison sowie den Großteil der Saison 2022/23 verletzungsbedingt verpasste. Er gab sein Comeback erst am vorletzten Spieltag der Saison bei der 1:3-Niederlage gegen Brighton, bei der er in der 77. Spielminute für James Bree eingewechselt wurde. Am Saisonende stieg er mit seinem Verein als Tabellenletzter aus der Premier League in die zweitklassige Championship ab.
Daraufhin wechselte Livramento im Sommer 2023 zu Newcastle United, bei denen er einen Vertrag bis 2028 unterschrieb.

### In der Nationalmannschaft
Livramento kam bereits in verschiedenen Nachwuchsnationalmannschaften Englands zum Einsatz. Über seinen Vater, der Portugiese ist, könnte er jedoch auch für die portugiesische Nationalmannschaft auflaufen. 2016 wurde er in Englands U-15 berufen, kam jedoch zu keinem Einsatz. Dafür debütierte er 2017 für die U-16-Nationalmannschaft und kam in fünf Spielen zum Einsatz, allerdings nur in Freundschaftsspielen. Im September 2018 wurde er erstmals für die U-17-Nationalmannschaft berufen und debütierte am 6. September 2018 beim 6:0-Sieg gegen Norwegen. Für die U-17 kam er auch in mehreren Partien der EM-Qualifikation zum Einsatz. Im September 2019 debütierte er beim 3:2-Sieg gegen Australien in der U-18, die er in dieser und den folgenden Partien sogar als Kapitän aufs Feld führte. 2019 kam er zu Einsätzen in der U-19. Im November 2020 wurde er außerdem in den Kader der U-20-Nationalmannschaft Englands berufen, kam dort aber nicht zum Einsatz. Im Sommer 2021 wurde er von Trainer Lee Carsley erstmals in die U-21-Nationalmannschaft berufen. Sein Debüt gab er am 7. September 2021 beim 2:0-Sieg gegen den Kosovo in der EM-Qualifikation, als er in der 83. Spielminute für Noni Madueke eingewechselt wurde.

## Titel
Verein
- Englischer Ligapokalsieger: 2025 (Newcastle United)

Nationalmannschaft
- U21-Europameister: 2025